# Cedusa xenga
Cedusa xenga är en insektsart som beskrevs av Kramer 1986. Cedusa xenga ingår i släktet Cedusa och familjen Derbidae. Inga underarter finns listade i Catalogue of Life.